# マイクロカプセル
マイクロカプセル化（英: micro-encapsulation）とは、微小な粒子または液滴をコーティングすることで、様々な機能を持つ微小なカプセルに加工することである。一般的な用途としては、食品原料、酵素、細胞などを封入することが多い。マイクロカプセル化は医薬品の劣化や使用回数を減らすことを目的として、硬質または軟質の可溶性フィルムで形成された膜の内部に、固体、液体、ガスなどを封入して使用される。
単純なマイクロカプセル（英: microcapsule）膜で囲まれた小さく均一な液滴である。マイクロカプセルの内部にある物質はコア、内部相、充填物などと呼ばれ、壁物質はシェル、コーティング、膜物質などと呼ばれる。その他に用いられる物質としては、脂質やポリマー等が挙げられる。例として、アルギン酸はコア部に物質を保持する目的で使用される。ほとんどのマイクロカプセルは、その表面に数 µmから数 mmの穴を有している。
膜物質は以下のものが用いられる。
- エチルセルロース
- ポリビニルアルコール
- ゼラチン
- アルギン酸

様々な分野で用例があり、特に食品分野で香料を内包するために使用されることが最も一般的である。マイクロカプセル化の技術は、カプセル化する物質の物理的、化学的な性質を利用して行う。
多くのマイクロカプセルは単純な球状である。内部相は結晶質、不定形の粒子、エマルション、ピッカリングエマルション、懸濁液、より小さなマイクロカプセルの懸濁液などである。マイクロカプセルは多層構造にもなる。

## マイクロカプセル化の目的
マイクロカプセル化の目的は数多くある。主な目的としては、製品の安定性と寿命の向上、取り扱い製の簡便化、放出性のコントロールなどが挙げられる。例えば、一部のマイクロカプセルでは、コア部は外部と完全に遮蔽されており、それによって、ビタミンの酸化防止、揮発性の物質の蒸発防止、粘度の高い物質の取り扱い向上、反応性物質の安定的な保管などを目的とする。また、コア部を遮蔽することは主な目的ではなく、例えばドラックリリースのような徐放性を付与することを目的とする場合もある。課題として、コア部の味や香りをマスキングすることは容易であるが、吸収や抽出工程の選択性を増加させることは複雑である。環境科学においては、散布量や汚染のリスクを最小限にするため農薬をカプセル化することがある。

## マイクロカプセル製造の技術

### 物理学的な手法

#### パンコーティング
パンコーティングは、製薬業界で広く使われる技術であり、コーティング粒子やタブレットを製造する技術として、最も古い製造工程である。粒子は装置の中で回転された状態にあり、そこに徐々に被覆物質を添加する。

#### 流動造粒法
流動造粒法はパンコーティング法と比較して、操作性に優れており、様々な用途に用いることが可能である。この手法ではコアとなる固体粒子を空気によって分散状態とし、そこへポリマーを溶解した揮発性の溶媒を噴霧して、その粒子表面に薄い膜を形成させる。この操作を何度も繰り返すことで、所望する膜厚を達成することができる。粒子を分散状態にするための空気は、粒子の乾燥にも寄与しており、乾燥させる比率は空気の温度と比例している。乾燥の割合によって、膜の特性を変えることが出できる。
装置のコーティング部において循環する粒子は、チャンバーのデザインや装置のパラメーターによって影響を受ける。コーティングチャンバーでは粒子が上部のコーティングゾーンを通過した後、ゆっくりとチャンバー下部に戻るように設計されており、このプロセスを繰り返すことで所望する厚さで粒子を被覆することができる。

#### 遠心押出Centrifugal extrusion法
同軸回転ノズルを用いて液体をカプセル化する方法である。この方法では、液体であるコア物質の噴出部の周囲を、壁剤の溶液または溶解液で囲む。噴出部が、空気を通過したとき、プラトー・レイリー不安定性によって、周囲を壁剤に囲まれた液滴へと分断される。液滴が落下する間、壁剤は硬化または溶媒が蒸発する。ほとんどの液滴は±10 %の直径でおさまり、これらはスプレーノズルで囲まれた小さいリングに入る。ここで、必要があれば、カプセルを硬化することができる。このプロセスは400 µmから2000 µmの直径に適している。液滴は液体ノズルによって調製されるので、この工程は安定的な液体やスラリーで適応される。この手法は容易に生産性が確保され、1つのノズルから1時間当たり最大で22.5 kgのマイクロカプセルが得られる。

#### 振動ノズル法
ノズルや液に対して共振を生じさせ、層流を利用することで、コアシェルのカプセルまたはマイクロカプセルが得られる。プラトー・レイリー不安定性と共振を用いることで均一な大きさの液滴が得られる。液滴はある一定の粘度であれば、どんな液体からも作れる。例えば、エマルション、サスペンジョン、溶融液などである。凝固は内部や外部のゲル化によって行われる。プロセスは20 µmから10 mmが適しており、様々な大きさで適用される。工場や研究所において設置されるほとんどの機械で1時間当たり1 kgから20 tの生産量があり、また温度も20 ℃から1500 ℃にすることが可能である。また、ノズルも数十万の種類のものを利用できる。

#### スプレードライ法
スプレードライは活性物質がポリマー溶液に分散しており、それを粒子内にトラップすることでマイクロカプセル化できる技術である。主な利点は不安定な物質をカプセル化できる点であり、これは乾燥時間が非常に短いことと、操作が非常に経済的である点がある。最新のスプレードライヤーは粘度の高いものでもスプレーすることが可能である。この技術を適用として、超臨界二酸化炭素を用いることで例えばタンパク質のような変質しやすい物質をカプセル化することができる。

### 物理化学的な手法

#### イオンゲル化法
イオンゲル化法は例えば、アルギン酸の鎖の中にあるウレアが多価のカチオンと結合することで生じる。多価のカチオンとしてはカルシウム、亜鉛、鉄、アルミニウムなどがある。

#### コアセルベーション法
コアセルベーション法は連続的な攪拌の下、三つのステップからなる
1. 3つの非混和相の形成：　液体の移動相、コア物質相、コーティング相
2. コーティングの堆積： コア物質がコーティング相に分散する。コーティングするポリマーはコアの周囲を取り囲む。コーティングはここでコアをコートする。ポリマーによってコートされたコアの周囲に液体のポリマーが移動相とコア部の界面に吸着される。
3. コーティングの硬化： コーティング材が移動相と分離し、硬化する。これは温度、共有結合、その他の不要化技術によって達成される。

### 化学的な手法

#### 界面重合法
界面重合法においては、二つの重縮合反応する反応物が界面で接触し、急速に反応することで生じる。この手法は、酸塩化物と、活性な水素原子を有する化合物間での、古典的なショッテン・バウマン反応に基づく。至適条件下において、薄く柔軟な膜が両化合物の界面で急速に形成される。
農薬とジカルボン酸塩化物の溶液を水に乳化し、アミンおよび多官能基イソシアネートを含む水溶性溶液を加える。
反応中に生じる酸を中和する塩基を加える。
乳化した各粒子表面には縮合した高分子膜が即座に形成される。

#### 界面架橋法
界面架橋法は界面縮合法から派生し、医薬品や化粧品の用途で毒性のジアミン使用を回避する意図で考案された。この方法では、活性プロトン含有2官能基の低分子モノマーの代わりに、タンパク質のような生物由来高分子を用いる。エマルション界面で反応が進行する際、酸塩化物との反応はタンパク質のさまざまな残基に対して起こり、膜形成を導く。タンパク質を骨格としたマイクロカプセルは生体適合性・生分解性があり、タンパク質によって構成されていることから、界面重合法で得られるものよりも、より耐性があり柔軟なものが得られる。

#### in situ重合法
少数のマイクロカプセル化プロセスでは、単一のモノマーの直接的な重合反応が粒子の表面で行われる。このプロセスの1例では、セルロース繊維を乾燥トルエンに浸漬している間、ポリスチレンによってカプセル化される。通常の膜の堆積速度は毎分約0.5 µmである。コーティングされる厚さは0.2 µmから75 µmの幅である。in situ重合法で形成されるコーティングは、尖った突起の上でさえ非常に均質である。

#### マトリックス重合法
多くのプロセスにおいて、粒子が形成される間、コア物質は高分子のマトリックス内に包埋される。この手法の単純な方法としてはスプレードライがあり、マトリックスとなる物質から溶媒を蒸発させることで粒子を形成する。しかしながら、化学的な変化によってもまたマトリックスの凝結は起こりうる。

## 放出の方法とパターン
マイクロカプセル化した製品の目的はコアとその周囲を隔離することにあるが、壁剤は使用するときには破壊されなければならない。ほとんどの壁剤は圧力やせん断力によって容易に破壊され、例えば、色素の粒子が壊れる場合では、コピーを作る場合に描いているときの圧力で壊れる。Enteric drug coating例では、カプセルの内容物は壁が溶解したり、特別な状態で溶解することで放出する。他のシステムとしては、溶媒、酵素、化学的な反応、加水分解、膜の劣化などが挙げられる。
マイクロカプセル化は徐放化の目的で医薬品に使用される。これにより、被覆されていない医薬品に比較して一度の服用にでき、さらに血中での初期濃度を減らせるため、医薬品の毒性も軽減することができる。これは医薬品において非常に有望な放出パターンとなる。また、幾つかのケースでは、マイクロカプセルの放出機構は0次で示され、放出割合は定量である。さらに、幾つかのケースではマイクロカプセルの効果が保たれる間、1分間または1時間のうちに定量を放出する。これは固体か溶解している状態がマイクロカプセル内に維持されている限り持続する。
さらに典型的な放出のパターンとしては1次元で得示され、これは薬剤が尽きる限り指数関数的に減少する。このパターンでは、カプセルの外相と内相の濃度の違いによってカプセル中の薬剤が定常的に拡散する。
また他にも、マイクロカプセルの内容物質の放出メカニズムがある。これらには、微生物の分解、浸透圧、拡散などがある。それぞれのメカニズムはカプセルの構成や使用環境による。ゆえに、内容物の放出は幾つかのメカニズムが同時に寄与することがある。

## マイクロカプセルの応用例
マイクロカプセル化の応用例は数多くある。代表的な例を以下に示す。
- 接着剤
- 耐腐食性コーティング[5]
- カーボンレスコピー用紙
- 電子書籍
- エッセンシャルオイル
- フレーバー
- 食品添加物
- 飼料添加物
- 農薬[6]、除草剤[7][8]
- 医薬品、低分子やペプチド、口腔や舌下への小タンパク
- 相変化物質
- 粉末香水
- 擦ると香りが出る粉末
- 自己修復性材料[注釈 2]
- 繊維
- パンを作るときの温度調整剤
- 熱御応答性色素
- 医薬品の徐放性
- 可視的表示機
- 自己修復コーティング[9]
- 物質透過によるDNA損傷やデータの保護[10][11]
- 通常の状況下で容易に劣化する生物的活性のある物質の保護[12]